# Štefan Opálek
Štefan Opálek (14. září 1938 – 9. prosince 1976) byl slovenský a československý politik Komunistické strany Slovenska a poslanec Sněmovny národů Federálního shromáždění za normalizace.

## Biografie
K roku 1971 a 1976 se uvádí jako zámečník.
Ve volbách roku 1971 zasedl do slovenské části Sněmovny národů (volební obvod č. 106 – Trnava, Západoslovenský kraj). Mandát obhájil ve volbách roku 1976 (obvod Trnava). Ve FS setrval do své smrti koncem roku 1976. Pak ho nahradil Jozef Šepeľa. Zemřel tragicky.